# Axelle Fanyo
Axelle Fanyo, née le 2 avril 1989, est une soprano française.

## Biographie
Axelle Fanyo, née d'un père togolais et d'une mère antillaise, grandit en Seine-Saint-Denis. 
Après une licence en musicologie à la Sorbonne Paris IV, elle effectue ses études musicales au conservatoire d’Aubervilliers, avant d’opter pour le chant lyrique à 21 ans,,,,.
Elle intègre le Conservatoire national supérieur de musique et de danse de Paris en 2012 dans la classe de Glenn Chambers et chante en duo avec la pianiste Tokiko Hosoya depuis la même année.
Elle apparaît dans des festivals tels que Jeune Talent au Petit Palais à Paris, le printemps des Alizés à Essaouira au Maroc, le Gratchenfestival à Amsterdam, le Peter de Grot à Groningue, et le Festival de Nohant, de même qu'au Collège des Bernardins pour les concerts du mercredi. En janvier 2019, elle est reçue au Carnegie Hall pour participer à une Master Class organisée par Renée Fleming.
Elle est lauréate de la Fondation Royaumont et peut ainsi se former auprès d'artistes lyriques : Mireille Delunsch, Waltraud Meier, Felicity Lott.

## Prix
- 2015 : 
  - Premier prix au Concours au International Student LiedDuo Competition d’Enschede aux Pays-Bas[1],[3].
  - Prix jeune talent au Concours international de mélodie française de Toulouse[1],[3].
- 2018 : 
  - demi-finaliste du Concours international musical de Montréal dans la catégorie lied et mélodie[3].
  - demi-finaliste du Concours Voix Nouvelles[8]

## Rôles
Elle interprète notamment,,, :
- Elisabeth dans Tannhaüser de Wagner ;
- Madame Cortese dans Le voyage à Reims de Rossini ;
- Barena dans Jenufa de Janacek à l’Opéra de Dijon ;
- Vitellia dans La Clemenza di Tito de Mozart à l’Opéra de Dijon ;
- Maria dans West Side Story de Bernstein ;
- Fata Morgana dans L’amour des trois oranges de Prokofiev ;
- Jenny dans Mahagonny de Weill ;
- rôle de soprano dans The Fairy Queen de Purcell au Baroque Shanghai Festival ;
- Eleonora dans Prima la musica et poi la parole de Salieri.